# Toronaeus perforator
Toronaeus perforator là một loài bọ cánh cứng trong họ Cerambycidae.